# Файнобородцеві
Файнобородцеві (Callipogonini Thomson, 1860) — триба жуків з родини Скрипунових, 

## Поширення
Файнобородцеві в Україні представлені одним родом і видом — Пиляр смоляний (Ergates faber (Linnaeus, 1767)).

## Розмаїття
До триби Файнобородцевих залічують такі роди:
1. Apocaulus Quentin & Villiers, 1977
2. Apotrophus Bates, 1875
3. Cacodacnus Thomson, 1860
4. Callergates Lameere, 1904
5. Файноборід — Callipogon Audinet-Serville, 1832
6. Chorenta Gistel, 1848
7. Ctenoscelis Audinet-Serville, 1832
8. Enoplocerus Audinet-Serville, 1832
9. Пиляр — Ergates Audinet-Serville, 1832
10. Eudianodes Pascoe, 1868
11. Hephialtes Thomson, 1864
12. Jamwonus Harold, 1879
13. Navosoma Blanchard, 1846
14. Orthomegas Audinet-Serville, 1832
15. Parachorenta Delahaye & Santos-Silva, 2016
16. Seticeros Perger & Santos-Silva, 2010
17. Spiloprionus Aurivillius, 1897
18. Stictosomus Audinet-Serville, 1832
19. Trichocnemis LeConte, 1851